# David Lloyd George
David Lloyd George (17. januar 1863 – 26. marts 1945) var premierminister i Storbritannien fra 1916 til 1922, dvs. under sidste halvdel af første verdenskrig og de første fire år af mellemkrigstiden. Han var den sidste liberale premierminister og den hidtil eneste walisiske. Dermed var han også den eneste premierminister, der havde et andet sprog end engelsk som modersmål.
Han og Winston Churchill arbejdede meget tæt sammen.
- Wikimedia Commons har flere filer relateret til David Lloyd George

1. ↑  Navnet er anført på engelsk og stammer fra Wikidata hvor navnet endnu ikke findes på dansk.
2. ↑  Navnet er anført på engelsk og stammer fra Wikidata hvor navnet endnu ikke findes på dansk.